# واردريسكيوس
واردريسكيوس (بالفرنسية: Wardrecques)‏ هي بلدية تقع في إقليم باد كاليه من منطقة نور با دو كاليه في شمال فرنسا. تبلغ مساحة هذه المدينة 3.72 (كم²)، وترتفع عن سطح البحر 24 م، يبلغ عدد سكانها 1183 نسمة حسب إحصاء المعهد الوطني للإحصاء والدراسات الاقتصادية سنة 2009 م. وترأس Louis-Cainne البلدية خلال فترة (2008-2014).